# یان اندرو
یان اندرو (به انگلیسی: Jan Andrew) (زادهٔ ۵ ژانویهٔ ۱۹۴۳) شناگر اهل استرالیا است.